# Історія розвитку техніки і технології збагачення корисних копалин

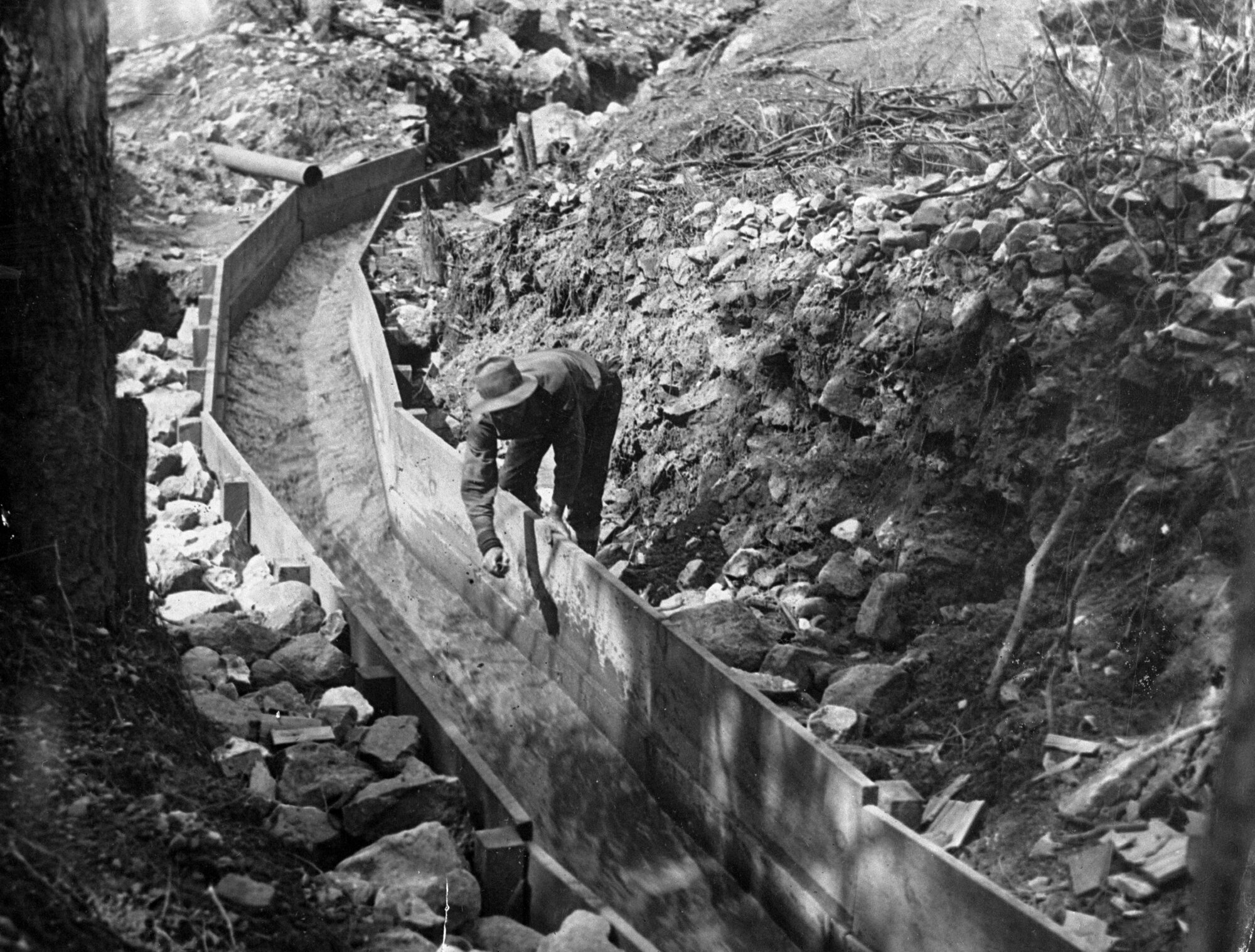
Промивка золота у жолобі.

Історія розвитку техніки і технології збагачення корисних копалин — включає епоху античності, середньовіччя і новий час.

## Епоха античності

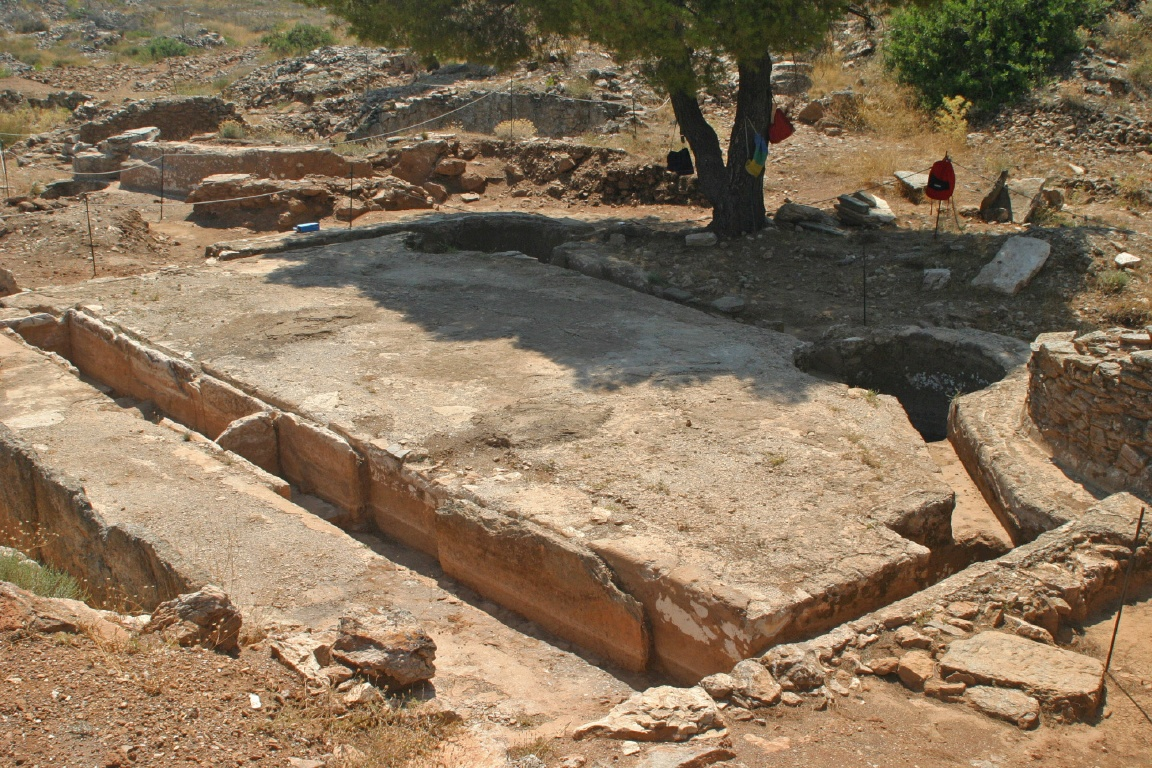
Руїни срібних рудень у Лавріоні.

Збагачення корисних копалин спершу виникло як необхідний етап одержання кінцевого продукту, зокрема як елемент вервечки: «видобування — збагачення — витоплення металу (міді, золота, срібла, їх сплавів)». Тому у давніх описах гірничих технологій збагачення мінеральної сировини стоїть поряд з власне гірничими роботами і металургією, точніше в проміжку між цими процесами.
Описи окремих процесів, операцій, які ми сьогодні відносимо до галузі збагачення в добу античності ми зустрічаємо у давньогрецького історика Полібія (201—120 до н. е.) — автора «Загальної історії» («Історії») в 40 томах, у 37-томній «Природничій історії» римського історика Гая Плінія Секунда (23(24) — 79 рр. н. е.), у «Географії» давньогрецького географа та історика Страбона (64 до н. е. — 24 н. е.), творах давньоримського історика Аппіана (кінець 1 ст. — 70-і роки II ст.) та інших.
Гай Пліній у книгах 33-37 своєї фундаментальної «Природничої історії» викладає історичну картину розвитку гірництва розглядаючи його як подвиг Людини, що не поступається за значимістю досягненням Гігантів (Пліній XXXIII.70). Водночас Пліній, як і багато авторів його і пізніших епох, порушує філософську проблему щодо доцільності для людини вилучення корисних копалин як таких. Він зауважує, що «перша людина, яка поклала золото на пальці здійснила жахливий злочин проти людського життя» (Пліній XXXIII.8).
Аналізуючи античну техніку і технологію гірництва Пліній розрізняє три основних види видобутку золота — з розсипних родовищ, гірського масиву та окремо — золотоносних жил. Крім того, він виділяє наземний — «природний», і підземний — «неприродний» спосіб видобування корисних копалин, що, на його думку, брутально вторгається в Природу.
Пліній описує вже на той час традиційний спосіб збагачення розсипного золота — шляхом його водної промивки (панорамування) у ємкостях, який у механізованому варіанті з успіхом застосовується до сьогодні: «сиру руду поміщають в чан з водою, а потім перемішують вручну. Великі шматки ґрунту з відходами або порода видаляється, води, що містить дрібні часточки відходів виливаються, в результаті чого важкі руди випадають на дно чана». Але це, зауважує автор, тільки один зі способів добування металів.
Тут же Пліній згадує процес збагачення золота ртуттю (амальгамування) і говорить про його шкідливість для людей, крім того відзначає, що пари срібних рудників теж небезпечні (Пліній XXXIII.98). Порівнюючи різні технології добування золота він зауважує, що "Мабуть, найбільш складний спосіб видобутку розсипного золота був розроблений римлянами. Процес, відомий як «розмив» (у англ. перекладі «hushing»). І далі описує гідророзкрив родовища, характеризуючи його як значно простіший від підземного видобутку: «Однак, яким би складним не здавався „розмив“, його складність меркне в порівнянні зі складністю підземних гірничих робіт». Для гідророзкриву на певній висотній відмітці накопичувався досить великий запас води, яку потім штучними канавами спрямовувалася у область похованого розсипу чи корінного родовища. Після гідророзкриву, під час якого відбувалася також промивка (попереднє збагачення) для вилучення окремих мінералів застосовували традиційні методи.
У творах ряду античних авторів — «Географії» Страбона (64 до н. е. — 24 н. е.), «Природничій історії» Гая Плінія, творах Аппіана (кінець 1 ст. — 70-і роки II ст.) та інших описано спосіб адгезійного збагачення золота — на обмаслених шкірах овець. Найбільш популярна версія цього опису — це загальновідома оповідь про легендарне «Золоте Руно» з Колхіди. Описується також застосування адгезійно-масляного способу збагачення розсипного золота у Малій Азії.
Полібій, а за ним і Страбон описують технологію багатократної промивки срібної руди на рудниках Нового Карфагена: «Цю руду дроблять і пропускають у воді через сита, потім осад знову подрібнюють і знову, проціджують і зливають воду, осад подрібнюють, потім п'ятий осад плавиться, а після відділення свинцю виходить чисте срібло».
Отже, виконаний короткий огляд показує, що в античну добу широко використовувались гравітаційні методи первинної переробки руд, зокрема їх промивка. Корисні копалини перед збагаченням подрібнювали, інколи використовували процеси декантації (навіть багатократно, тобто виконувалися перечисні операції). Безсумнівними досягненнями цієї доби було використання амальгамування та адгезійного процесу збагачення розсипного золота на ворсистих змащених поверхнях. По суті це перші відомі фізико-хімічні методи збагачення, застосовані людиною ще у давнину. Інше суттєве досягнення — гідравлічний розкрив (розмив) родовищ із попутним попереднім збагаченням руд — це найбільш масштабні відомі гірничі роботи, для виконання яких давні інженери готували спеціальні запаси води у водосховищах-озерах.
Гірники цього часу виконували підготовчі, основні і заключні операції збагачення: дробили і просіювали мінеральну сировину перед процесами розділення, виконували розділення різнорідних мінералів за їх густиною і поверхневими властивостями, зневоднювали збагачений продукт — концентрат.
Разом з тим, у античний період ми ще не бачимо стрункої системи знань з гірництва, зокрема зі збагачення корисних копалин. Як правило, відсутні спеціалізовані пристрої для збагачення — майже всі операції виконуються підручними засобами, запозиченими з інших сфер діяльності. При цьому розвиток технологій суттєво випереджає розвиток техніки. Практика, емпірика випереджає теоретичні знання, часом емпіричні спостереження перемежаються з легендами, які переповідають мислителі античності. Так, Аристотель (Дивини, гл. 93) і Страбон (Географія, кн. V) повідомляють чутки про те, що «виснажені рудники з часом знову наповнюються рудою, це ж, як кажуть, відбувається з кам'яними пластами на Родосі, з мармуровою скалою на Паросі і зі згаданими Клітархом покладами кам'яної солі в Індії»

## Епоха середньовіччя
Вперше систематизував знання про збагачення корисних копалин Ґ. Аґрікола у своїй знаменитій енциклопедичній роботі «De Re Metallica» (1556 р.), виклавши їх у окремій «Книзі восьмій». Він виділяє такі основні операції, застосовувані у збагаченні: селективне виймання, сортування, дроблення, подрібнення, грохочення, гравітаційні методи збагачення, промивання, амальгамування, а також підготовчі термічні методи, зокрема випалення і використання для збагачення корисних копалин рельєфу та природних потоків. Розглянемо стан розробленості цих технологічних процесів і операцій збагачення у середні віки.
Селективне виймання і сортування (рудовибірка). Чи не вперше у гірництві Аґрікола описує селективне виймання рудокопами рудного матеріалу при розробці рудних жил: «цінну руду вони відкладають у рудопромивні корита, а малоцінну кидають [окремо] в бадді». Якщо ж цього рудокоп не зробив на етапі виймання, то треба це зробити пізніше: «викопану руду треба уважно оглянути і відокремити частину, багату металлом, від частини, яка не має металлу» (зараз цю операцію попереднього збагачення називають «рудовибірка» або «сортування»). Для рудовибірки на копальнях залучали не тільки чоловіків-гірників, але й жінок та дітей, які «проводять цілі дні за рудорозбірним столом». Великі шматки руди розколювали молотами, дробили і товкли, після чого вибирали добірні грудки, а бідні на метал викидали.
Аґрікола так описує конструкцію рудорозбірного столу: «Найчастіше рудорозбірні столи виготовлені з щільно підігнаних дощок довжиною 4 фути, така ж і ширина стола; до трьох сторін столу припасовані борти висотою 1 фут, передній же край, де знаходиться розбірник руди, відкритий.» Для дроблення великих шматків «рудорозбірники кладуть на кожний рудорозбірний стіл твердий і широкий камінь».
Професійні рудорозбірники XVI ст. (наприклад, у м. Гослар, Німеччина) використовували захисні рукавиці та «наніжники», виготовлені з деревної кори. Самородні метали (срібло) рудорозбірники сплющували, розрізали залізними зубилами або ножицями на шматки і направляли на плавлення.
Термічна обробка руд при їх збагаченні. Інколи перед рудорозбіркою руду піддавали термообробці (випалювали), що, по-перше, зменшувало її міцність, покращувало дробимість і, по-друге, дозволяло видалити (випалити) ряд нерудних домішок — сірку, бітум, аурипігмент, реальгар тощо. При цьому вже у середньовіччі були вироблені різноманітні способи випалення — конусоподібних куп руди на відкритому майданчику і у спеціальних печах; з добавками купоросу, колчедану, змочуванням водою; у одну (дві, три) стадії. Інколи до випалювання видобутої руди її витримували в купах на відкритому повітрі — сонце, вітер, вода (дощі), температурні коливання дещо розпушували рудний матеріал.

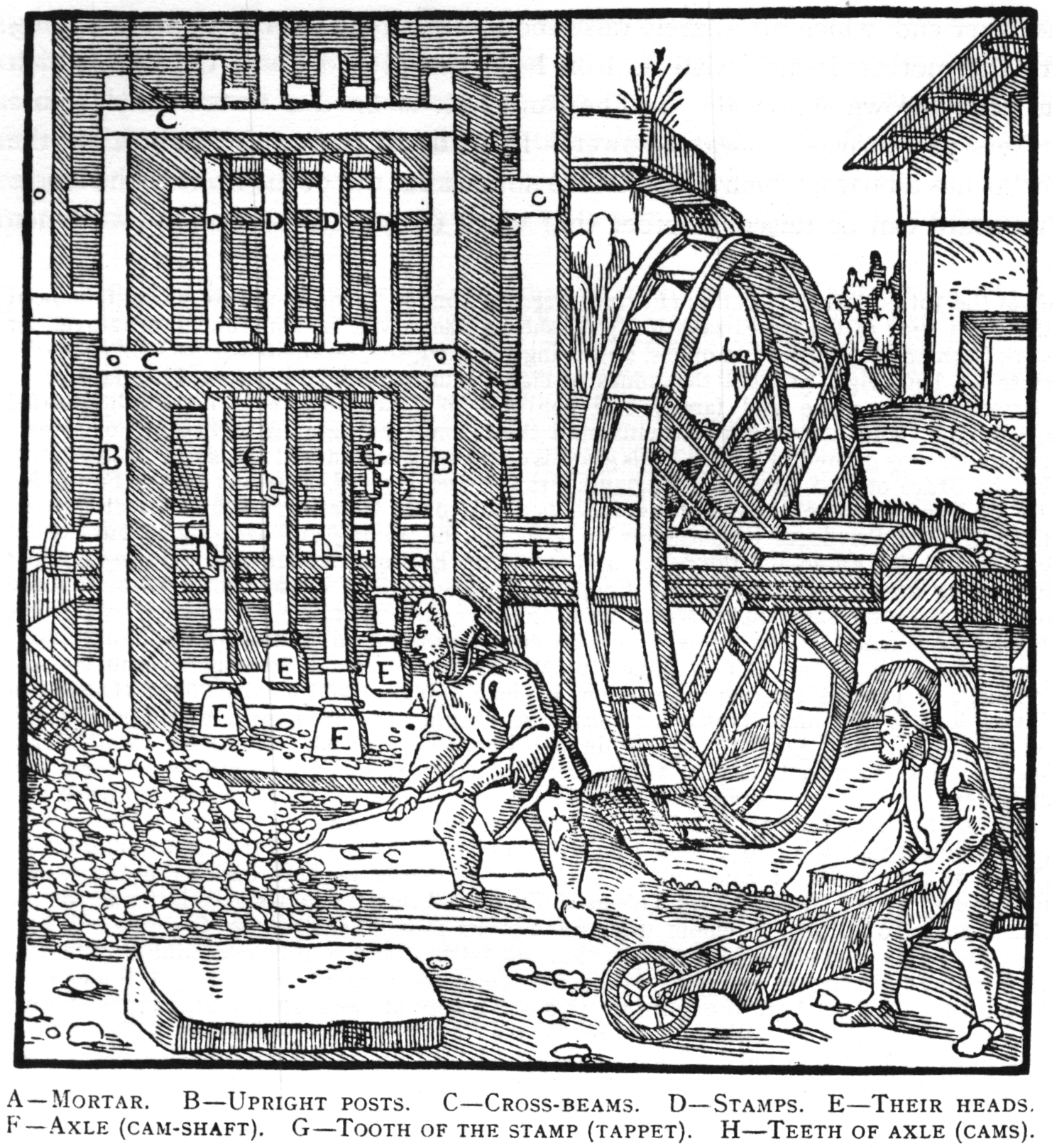
Дроблення руди.

Дроблення і подрібнення. Дроблення рудного матеріалу у XVI ст. виконували двома шляхами — окремих валунів про сортуванні і крупних класів, які виділялися шляхом просіювання (грохочення).
Дроблення валунів при сортуванні. Поширеність операції сортування руд, використання його протягом століть виробили специфічні знаряддя дроблення рудних валунів, які за Аґріколою «на вигляд були схожі на кувалди, а за призначенням — близькі до ціпів. Ці знаряддя мають довжину 1 фут, шириною в 1 долоню, товщиною в палець; посередині зроблено, як у кувалдах, отвір, в який вставлено не товстий дерев'яний держак довжиною 3,5 фута. … Широким боком цього залізного знаряддя робочі товчуть руду так само як молотять зерно на току гладенькими дерев'яними ціпами, навішеними на ціповища.»
Дроблення надрешітного матеріалу. Аґрікола описує, що всю руду просіювали на ситі вилучаючи крупні класи (діаметром з горіх і більше). Надрешітний продукт піддавали дробленню ударним способом у дробарці оригінальної конструкції, яку називали «товчільний ящик» (рис.). По суті вся його конструкція була підпорядкована одній меті — механізації процесу товчіння крупного матеріалу на міцній підложці (дубовій колоді, камені або залізній плиті) спеціальними товкачами із залізними головками. Пристрій мав 3-4 таких товкачів і прямокутну робочу зону дроблення, а іноді (Східні Альпи — нині територія Італії, Швейцарії, Австрії, а також у Карпатах) — до 20 товкачів уряд і видовжену робочу зону дроблення. Товкачам надавали зворотно-поступального руху у вертикальній площині. Приводом, як правило, слугував водяний млин, який виконували у закритому приміщенні, що покращувало умови його експлуатації в зимовий час. Така «товчільна дробарка» працювала у замкненому циклі з контрольним грохотом, — на дроблення повертався надрешітний продукт. Зрозуміло, що вся схема працювала у періодичному режимі: спершу дробарку завантажували крупними грудками руди, потім приводили товкачі в рух, після певного часу зупиняли товкачі, вивантажували дроблену руду, просіювали її на ситі, завантажували нову порції крупного класу руди і недороблений (надрешітний) матеріал.
Проривне рішення в галузі дроблення застосував Йоганн фон Мальтітц (єпископ Мейссенський), який у 1512 році на саксонських руднях у Німеччині замість сухого застосував мокре дроблення (дроблення попередньо змоченого матеріалу), яке було більш ефективним. По суті емпірично чи не вперше масово у збагаченні корисних копалин було використано розклинюючий ефект, який чинить вода у порах і мікротріщинах, зменшуючи у такий спосіб міцність суцільного рудного матеріалу, полегшує його руйнування. Сьогодні це явище відоме під назвою «ефект Ребіндера» і застосовується при дробленні та подрібненні різних корисних копалин, приготуванні водовугільного високонцентрованого палива.

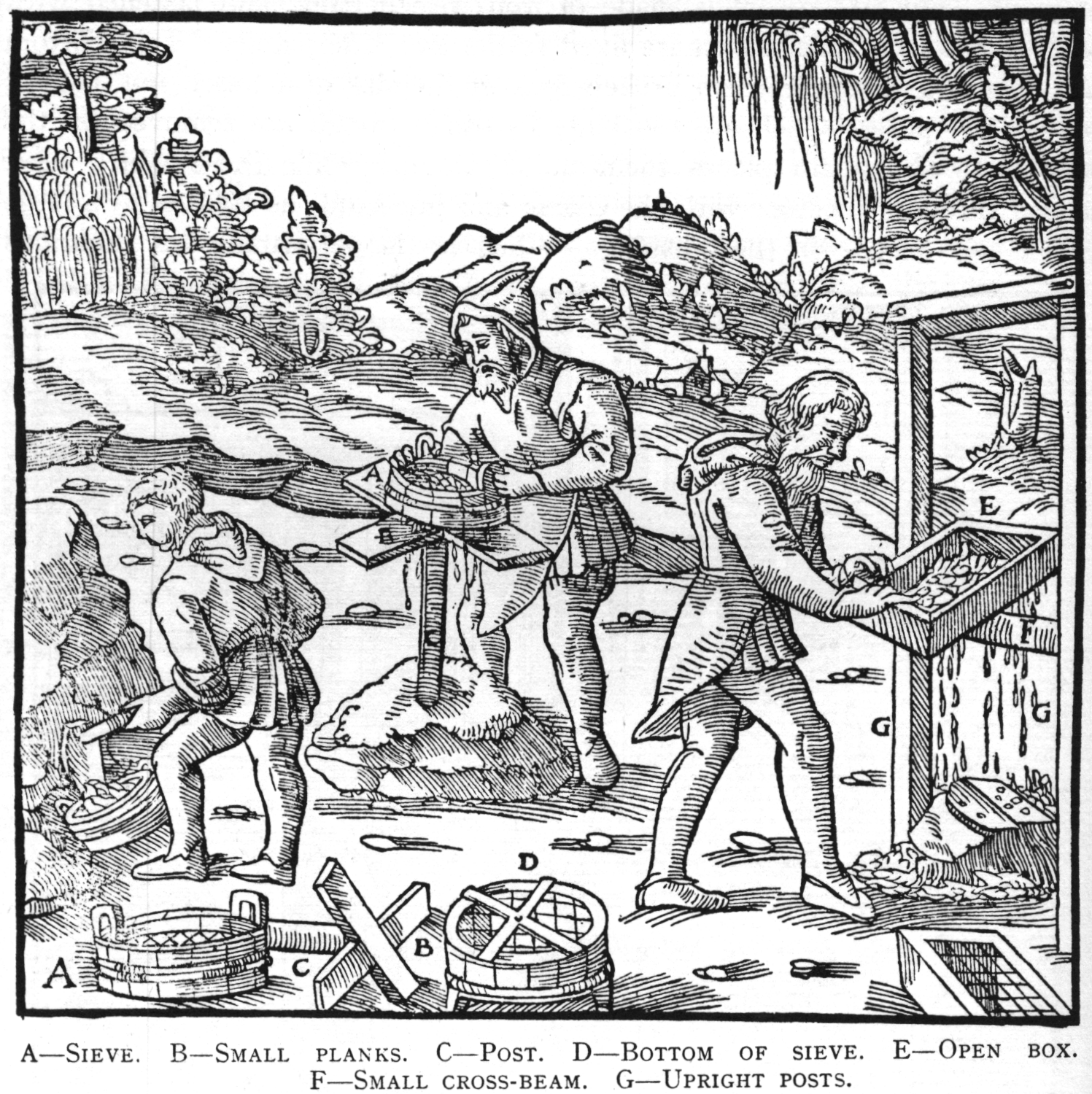
Грохочення.

Подрібнення рудного матеріалу у часи Аґріколи виконувалося водяними або мускульними млинами, конструктивно виконаними на основі жорен. Подрібнення золотоносної руди виконувалося в декілька стадій (до 3-х). Інколи дроблення і подрібнення суміщали з операцією промивки. Промиту руду направляли на амальгамацію.
Грохочення. Для виконання цієї операції у XVI ст. використовували ряд методів і пристроїв. Так, для крупного грохочення, за Аґріколою, застосовували «короткий ящик» з мідною сіткою замість дна, який підв'язували до крюка на стовпі або до сука на дереві. Робітник багатократно притягував ящик заповнений рудою до себе і відпускав його, сильно вдаряючи об стовп чи дерево. При цьому матеріал просіювався. Підрешітний продукт першого ящика (грохота) направляли у подібний «короткий ящик» але з меншими отворами сита і виконували ті ж операції для розсіювання матеріалу на класи крупності. Підрешітний продукт другого ящика направляли у третій ящик зі ще меншими отворами сита. Для виділення найменших (пилеподібних) класів крупності застосовували мокре просіювання — шляхом «прополіскування в діжці з водою».
Просіюючими поверхнями таких грохотів у Рудних горах були дротяні — мідні і залізні сита, які підтримувалися прутами. Барабан сита — дерев'яний, виконаний у формі бочки, скріплений залізними ободами. Чеські гірники того часу для просіювання дрібнодисперсного матеріалу використовували також плетені кошики, які розгойдували і трясли у бадді чи діжці, майже повністю заповненій водою.

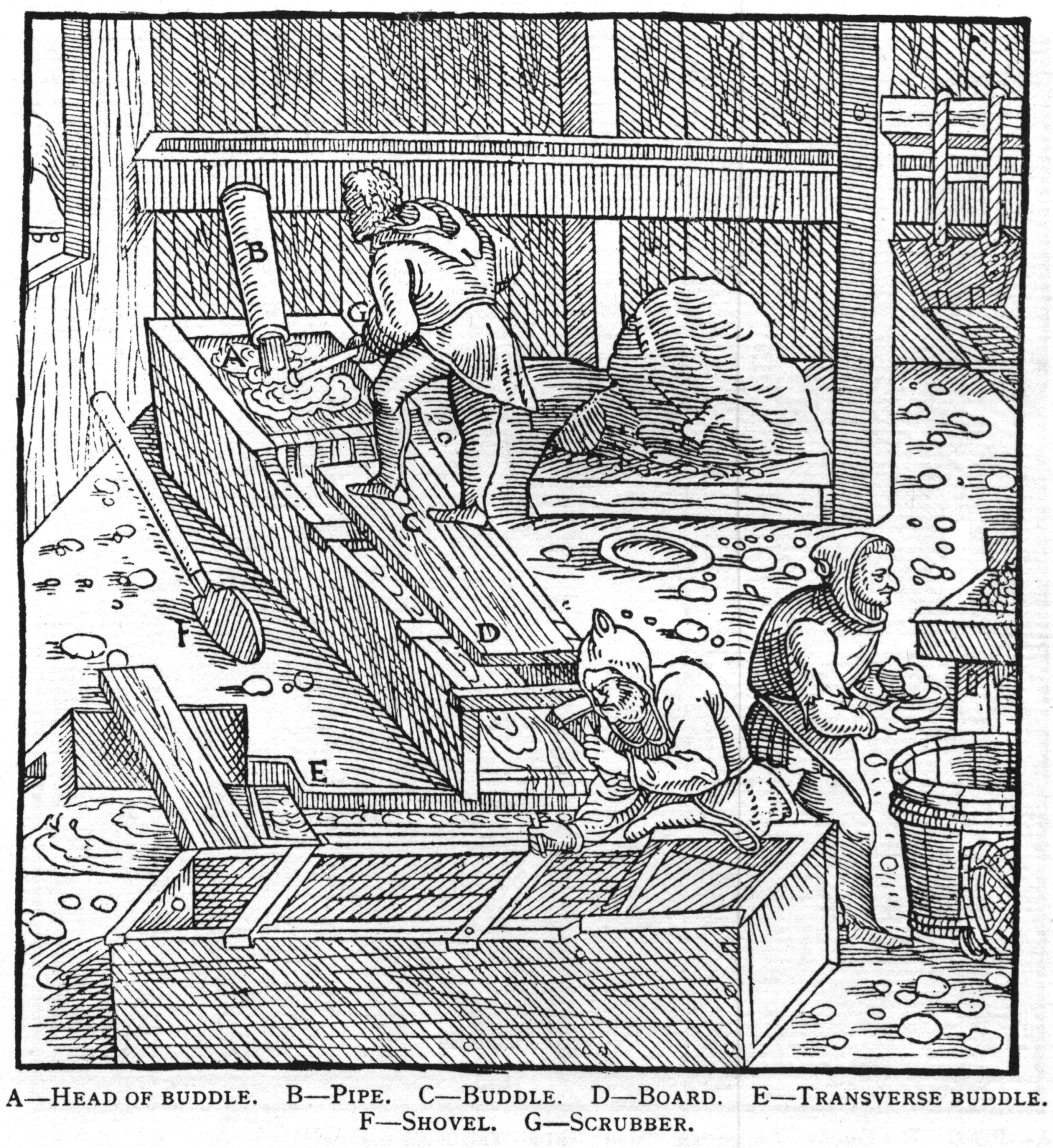

Амальгамування у XVI ст. виконували у послідовно встановлених переливних ємностях (бочках), куди поміщали ртуть. Пульпа золоторудного борошна послідовно надходила у кожну бочку (з верхньої до нижньої), де перемішувалася, частинки золота при контакті з ртуттю створювали золото-ртутну амальгаму (сплав ртуті з металом).
Гравітаційне збагачення і водна промивка руд. Аґрікола описує шість способів промивки металовмісних руд: «у простому жолобі, у жолобі, який розгороджений дощечками, у великому баці, у короткому герді або планен-герді, похилому герді — шлемграбені (пристрої для промивки корисних копалин), або на густому ситі» (рис.). При цьому він називає вказані способи «старими». У той же час застосовували і більш сучасні — модернізовані промивні машини, наприклад двоповерхові промивні жолоби, нижнє і верхнє відділення яких розділяло залізне сито (поєднання грохота і жолоба).
Гравітаційне збагачення виконували у жолобах (шлюзах) різних конструкцій, сучасним аналогом яких є вашгерд. Техніка гравітаційного збагачення корисних копалин, зокрема золота, олова і інших металів розсипних родовищ з високою питомою вагою, а також гранатів у водних потоках, що течуть по похилій поверхні у XVI ст. досягла високого рівня. Показником цього є залучення до збагачення найтонших класів — для їх уловлювання застосовували покриття дна гердів шкірами волів, кінськими шкірами, зеленим сукном тощо (сьогоднішні аналоги — ворсисті шлюзи). Для підвищення ефективності збагачення у шлюзах мийник (як правило хлопчик) мав весь час перемішувати руду (спеціальними гребками або струшуючи герд) — важкі часточки золота чи олова опускалися на дно і застрягали у ворсинах підстилки, а легші вимивалися потоком води. Після накопичення значної кількості важкої фракції у ворсяній підстилці процес припиняли і споліскували її, вилучаючи цінний метал.

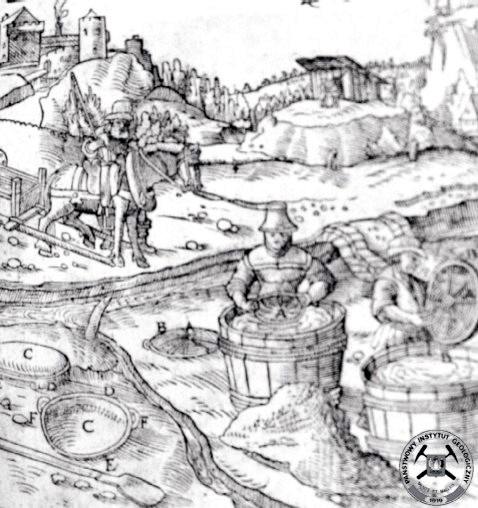
Промивка золота.

Процес промивки водою, який використовується і сьогодні, забезпечує відмивання від щільного матеріалу пухких глинистих та тонких піщаних фракцій, які вловлюються у фільтрах, а найтонші — у мулонакопичувачах.
Цікаво, що нинішні шламовідстійники та мулонакопичувачі мали своїх аналогів-попередників у середньовіччі. Так, у Саксонській Швейцарії, на притоках Ельби у XVI ст. було влаштовано ряд ставків-відстійників для тонкодисперсної оловоносної руди і ці відстійники були частиною технологічного циклу промивочних рудень.
Використання для збагачення корисних копалин рельєфу та природних потоків. Аґрікола описує оригінальні способи гравітаційного збагачення (промивки) з використанням природних перепадів висот (зокрема в горах) та потоків, невеликих річок, вказуючи, що його використовували, зокрема, португальці. Зауважимо, що сучасне людство ці способи не використовує. Суть технологічних рішень давніх збагачувальників полягала у використанні снігових (льодовикових) або дощових вод для промивки корисних копалин. При цьому в ущелинах гір, на їх схилах влаштовувалися спеціальні штучні русла, канави, по яких спрямовувалися водні потоки. Після попереднього збагачення рудного матеріалу в таких природних умовах і сходження вод осад штучних русел (канав) видобувався і перезбагачувався у пристроях-гердах.